# Bretigny-sur-Morrens
Bretigny-sur-Morrens (toponimo francese) è un comune svizzero di 818 abitanti del Canton Vaud, nel distretto del Gros-de-Vaud.

## Storia

### Simboli
Lo stemma comunale è stato adottato nel 1927.

## Monumenti e luoghi d'interesse
- Chiesa riformata, eretta nel 1733[3].

## Società

### Evoluzione demografica
L'evoluzione demografica è riportata nella seguente tabella:
Abitanti censiti

## Amministrazione
Ogni famiglia originaria del luogo fa parte del cosiddetto comune patriziale e ha la responsabilità della manutenzione di ogni bene ricadente all'interno dei confini del comune.